# فرد روبنسون (لاعب كرة قاعدة)
فرد روبنسون (بالإنجليزية: Fred Robinson)‏ هو لاعب كرة قاعدة أمريكي، ولد في 6 يوليو 1856 في أكتون في الولايات المتحدة، وتوفي في 18 ديسمبر 1933 في هودسون في الولايات المتحدة.

## وصلات خارجية
- فرد روبنسون على موقعبيزبول رفرنس.كوم (الدوري الرئيسي) (الإنجليزية)